# 셰인 원

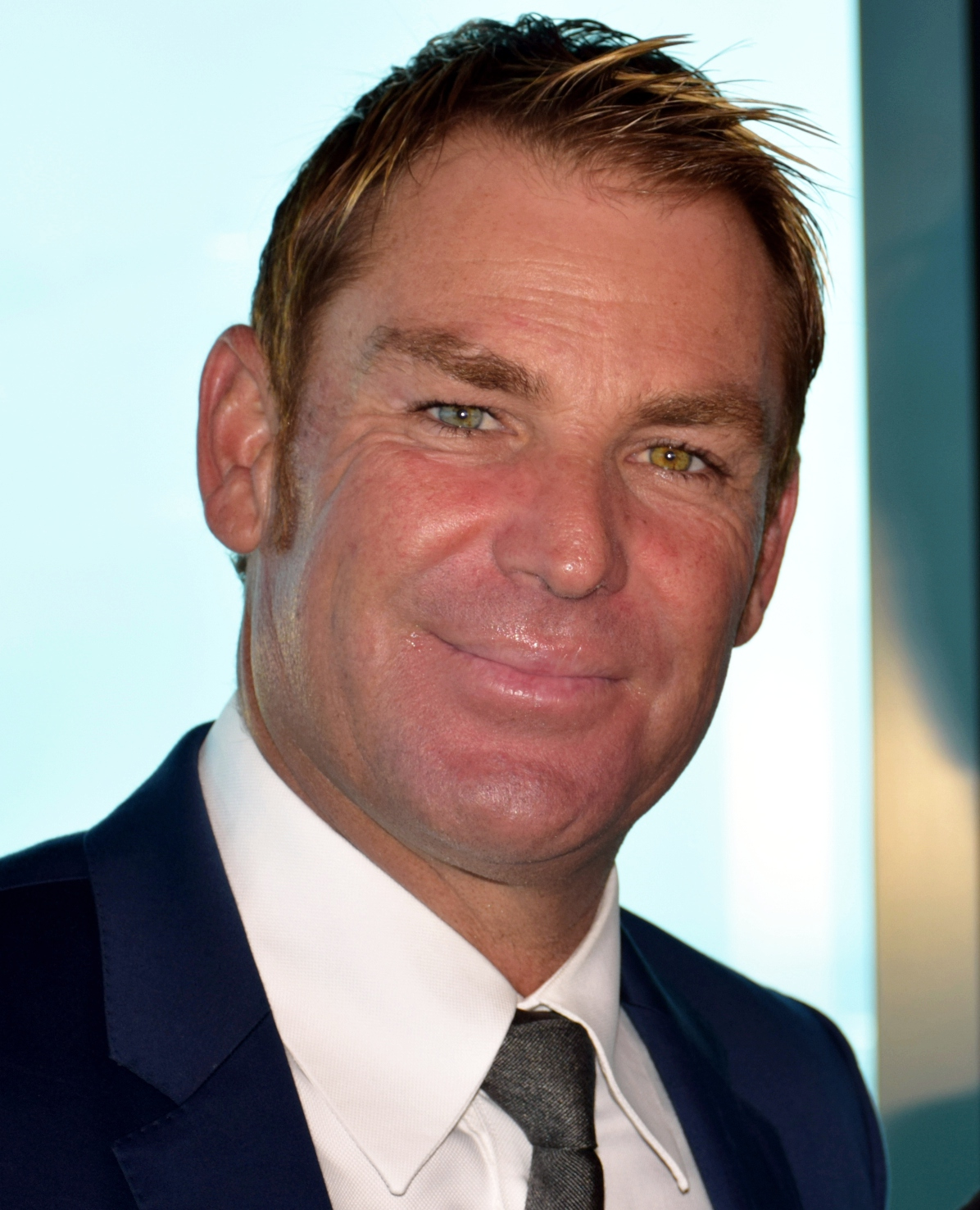
2015년 2월의 셰인 원

셰인 원(영어: Shane Warne, 1969년 9월 13일 ~ 2022년 3월 4일)은 오스트레일리아의 크리켓 선수였다. 오른팔 레그 스핀인 그는 크리켓 역사상 가장 위대한 볼러 중 한 명으로 널리 알려져 있다.